# Larinia nolabelia
Larinia nolabelia là một loài nhện trong họ Araneidae.
Loài này thuộc chi Larinia. Larinia nolabelia được miêu tả năm 1990 bởi Chang-Min Yin et al..